# Rekishi ni Nokoru Akujo ni Naru zo: Akuyaku Reijō ni Naru hodo Ōji no Dekiai wa Kasoku suru yō desu!
Rekishi ni Nokoru Akujo ni Naru zo: Akuyaku Reijō ni Naru hodo Ōji no Dekiai wa Kasoku suru yō desu! (歴史に残る悪女になるぞ 悪役令嬢になるほど王子の溺愛は加速するようです！ dịch: "Ta sẽ trở thành ác nữ lưu danh sử sách: Ta càng trở nên phản diện, hoàng tử sẽ càng yêu ta!") là loạt light novel Nhật Bản do Izumi Okido viết và Jyun Hayase vẽ minh họa. Tác phẩm bắt đầu được đăng tải dưới dạng tiểu thuyết mạng trên trang web Shōsetsuka ni Narō vào tháng 12 năm 2018. Sau đó, nó được Enterbrain mua lại và bắt đầu phát hành dưới ấn hiệu light novel B's Log Bunko từ tháng 8 năm 2019. Phiên bản manga chuyển thể do Akari Hoshi vẽ minh họa bắt đầu đăng trên trang web manga B's Log Comic của Enterbrain vào tháng 5 năm 2020. Phiên bản anime chuyển thể do Maho Film sản xuất được phát sóng từ tháng 10 đến tháng 12 năm 2024.

## Nhân vật
Alicia Williams (ウィリアムズ・アリシア Wiriamuzu Arishia)
Lồng tiếng bởi: Atsumi Tanezaki (drama CD), Kanna Nakamura (anime)
The protagonist. Having been reborn as a villainess, she strives to be the best she can be in the role, especially once the king hires her to push Liz out of her comfort zone.
Duke Seeker (シーカー・デューク Shīkā Deyūku)
Lồng tiếng bởi: Yuma Uchida (drama CD), Kaito Ishikawa (anime)
Prince of the Kingdom. He is in love with Alicia, but is annoyed by Liz and tries to avoid her.
Gill (ジル Jiru)
Lồng tiếng bởi: Mariya Ise (drama CD), Rie Takahashi (anime)
Will (ウィル Wiru)
Lồng tiếng bởi: Hiroshi Yanaka
Liz Cather (キャザー・リズ Kyazā Rizu)
Lồng tiếng bởi: Manaka Iwami
The heroine of the game. A sweet-natured but naïve soul, she has a very rosy view of the world.
Albert Williams (ウィリアムズ・アルバート Wiriamuzu Arubāto)
Lồng tiếng bởi: Ryōta Ōsaka
Alicia's oldest brother.
Alan Williams (ウィリアムズ・アラン Wiriamuzu Aran)
Lồng tiếng bởi: Kōhei Amasaki
Henry Williams (ウィリアムズ・ヘンリ Wiriamuzu Henri)
Lồng tiếng bởi: Haruki Ishiya
Eric Hudson (ハドソン・エリック Hadoson Erikku)
Lồng tiếng bởi: Kent Itō
Finn Smith (スミス・フィン Sumisu Fin)
Lồng tiếng bởi: Ayumu Murase
Gale Evans (エバンズ・ゲイル Ebanzu Geiru)
Lồng tiếng bởi: Shōya Chiba
Curtis Kenwood (ケンウッド・カーティス Kenuddo Kātis)
Lồng tiếng bởi: Nobuhiko Okamoto
Arnold Williams (ウィリアムズ・アーノルド Wiriamuzu Ānorudo)
Lồng tiếng bởi: Kazuyuki Okitsu
Luke Seeker (シーカー・ルーク Shīkā Rūku)
Lồng tiếng bởi: Takehito Koyasu

## Truyền thông

### Light novel
Written by Izumi Okido, Rekishi ni Nokoru Akujo ni Naru zo began serialization as a web novel on the user-generated web novel publishing site Shōsetsuka ni Narō in December 2018. It was then acquired by Enterbrain who began publishing it as a light novel under its B's Log Bunko light novel imprint with illustrations by Jyun Hayase on August 15, 2019. As of July 2025, eight volumes have been released. The light novel is licensed in North America by Yen Press.
| # | Ngày phát hành            | ISBN              |
| - | ------------------------- | ----------------- |
| 1 | Ngày 15 tháng 8 năm 2019  | 978-4-04-735695-5 |
| 2 | Ngày 15 tháng 2 năm 2021  | 978-4-04-736502-5 |
| 3 | Ngày 15 tháng 9 năm 2021  | 978-4-04-736754-8 |
| 4 | Ngày 15 tháng 9 năm 2022  | 978-4-04-737163-7 |
| 5 | Ngày 12 tháng 8 năm 2023  | 978-4-04-737605-2 |
| 6 | Ngày 15 tháng 3 năm 2024  | 978-4-04-737855-1 |
| 7 | Ngày 15 tháng 10 năm 2024 | 978-4-04-738137-7 |
| 8 | Ngày 15 tháng 7 năm 2025  | 978-4-04-738525-2 |

### Manga
A manga adaptation illustrated by Akari Hoshi began serialization on Enterbrain's B's Log Comic manga website on May 5, 2020. It has been collected in six volumes as of August 2025. The manga adaptation is also licensed in North America by Yen Press.
| # | Ngày phát hành            | ISBN              |
| - | ------------------------- | ----------------- |
| 1 | Ngày 28 tháng 12 năm 2020 | 978-4-04-736447-9 |
| 2 | Ngày 1 tháng 10 năm 2021  | 978-4-04-736791-3 |
| 3 | Ngày 1 tháng 9 năm 2022   | 978-4-04-737150-7 |
| 4 | Ngày 12 tháng 8 năm 2023  | 978-4-04-737586-4 |
| 5 | Ngày 30 tháng 9 năm 2024  | 978-4-04-738168-1 |
| 6 | Ngày 1 tháng 8 năm 2025   | 978-4-04-738530-6 |

### Anime
An anime television series adaptation was announced on August 9, 2023. It is produced by Maho Film and is directed by Yūji Yanase, with Sawako Hirabayashi handling series scripts, Yūko Watabe and Eri Kojima designing the characters, and Moe Hyūga composing the music. The series aired on October 2 to December 25, 2024, on Tokyo MX and other networks. The opening theme song is "Baddududu" (バッドゥドゥドゥ), performed by Liyuu, while the ending theme song is "Wacchu Ane?" (わっちゅあね？ What's Your Name?), performed by Rin Kurusu. Crunchyroll streamed the series.

#### Danh sách tập phim
| TT. | Tiêu đề | Đạo diễn            | Biên kịch          | Kịch bản phân cảnh | Ngày phát hành gốc   |
| --- | --- | ------------------- | ------------------ | ------------------ | -------------------- |
| 1   | "The Villainess and Working Out" Chuyển ngữ: "Akujo to Kintore" (tiếng Nhật: 悪女と筋トレ)                             | Yūji Yanase         | Sawako Hirabayashi | Yūji Yanase        | 2 tháng 10 năm 2024  |
| 2   | "A Kiss With a Witch" Chuyển ngữ: "Akujo to Kuchizuke" (tiếng Nhật: 悪女と口づけ)                                      | Yūji Yanase         | Sawako Hirabayashi | Yūji Yanase        | 9 tháng 10 năm 2024  |
| 3   | "The Villainess and Trespassing" Chuyển ngữ: "Akujo to Fuhōshin'nyū" (tiếng Nhật: 悪女と不法侵入)                      | Yūji Yanase         | Sawako Hirabayashi | Yūji Yanase        | 16 tháng 10 năm 2024 |
| 4   | "The Villainess and the Flower Field" Chuyển ngữ: "Akujo to Ohanabatake" (tiếng Nhật: 悪女とお花畑)                    | Naoyoshi Kusaka     | Yuki Tanihara      | Takeshi Mori       | 23 tháng 10 năm 2024 |
| 5   | "The Villainess and The Villainess Test" Chuyển ngữ: "Akujo to Akuyaku Reijou Shiken" (tiếng Nhật: 悪女と悪役令嬢試験) | Kyо̄hei О̄yabu        | Sawako Hirabayashi | Kyо̄hei О̄yabu       | 30 tháng 10 năm 2024 |
| 6   | "The Villainess and Sleeping Side by Side" Chuyển ngữ: "Akujo to Soine" (tiếng Nhật: 悪女と添い寝)                     | Naoyoshi Kusaka     | Kunihiko Okada     | Takeshi Mori       | 6 tháng 11 năm 2024  |
| 7   | "The Villainess Sits This One Out" Chuyển ngữ: "Akujo wa Ikkai Yasumi" (tiếng Nhật: 悪女は一回休み)                    | Yūji Yanase         | Sawako Hirabayashi | Yūji Yanase        | 13 tháng 11 năm 2024 |
| 8   | "The Villainess and the Return" Chuyển ngữ: "Akujo to Dai Fukkatsu" (tiếng Nhật: 悪女と大復活)                         | Masashi Abe         | Shunma Hara        | Takeshi Mori       | 20 tháng 11 năm 2024 |
| 9   | "The Villainess and the Dramatic Chin Lift" Chuyển ngữ: "Akujo to Agokui" (tiếng Nhật: 悪女と顎クイ)                   | Nobutaka Chikahashi | Yuki Tanihata      | Kyо̄hei О̄yabu       | 27 tháng 11 năm 2024 |
| 10  | "The Villainess and the Past" Chuyển ngữ: "Akujo to Kako" (tiếng Nhật: 悪女と過去)                                     | Hideki Hiroshima    | Kunihiko Okada     | Takeshi Mori       | 4 tháng 12 năm 2024  |
| 11  | "The Villainess and the School Idol" Chuyển ngữ: "Akujo to Gakuen Charisma" (tiếng Nhật: 悪女と学園カリスマ)           | Yūji Yanase         | Yuki Tanihata      | Takeshi Mori       | 11 tháng 12 năm 2024 |
| 12  | "The Villainess and the Saint" Chuyển ngữ: "Akujo to Seijo" (tiếng Nhật: 悪女と聖女)                                   | Fumio Maezono       | Sawako Hirabayashi | Tomohiko Ōkubo     | 18 tháng 12 năm 2024 |
| 13  | "The Villainess and the Prince" Chuyển ngữ: "Akujo to Oji" (tiếng Nhật: 悪女と王子)                                    | Yūji Yanase         | Sawako Hirabayashi | Yūji Yanase        | 25 tháng 12 năm 2024 |

## Đón nhận
Bộ truyện đã bán được hơn 850.000 bản dưới dạng bản in và bản số, tính đến tháng 8 năm 2023.